# جورج كلوتير
جورج كلوتير هو لاعب اللاكروس كندي، ولد في 16 يوليو 1876 في بيمبروك في كندا، وتوفي في 20 أبريل 1946.

## وصلات خارجية
- جورج كلوتير على موقع أوليمبيديا (الإنجليزية)